# Parapediasia
Parapediasia là một chi bướm đêm thuộc họ Crambidae.